# Károlyi család

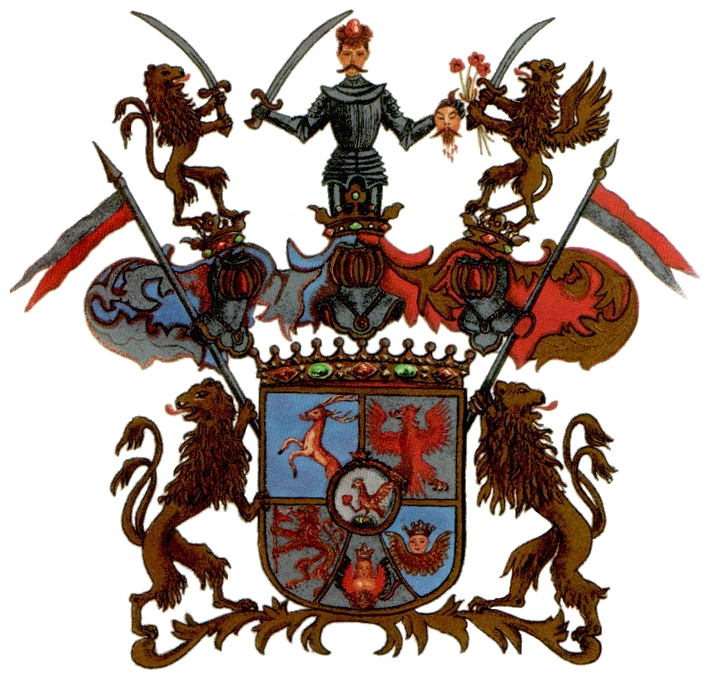
A nagykárolyi Károlyi család grófi címerének egyik változata

A nagy-károlyi gróf Károlyi család (18. század előtti másik írásmódja Károly) egyike az ősi magyar főnemesi családoknak.
A Kaplon nemzetségből (Kond vezér második fiának leszármazottaitól) származott, amely a honfoglaláskor nyerte birtokait, köztük Kaplonyt, ahol a nemzetség ősi monostora állott, és a közelében fekvő Nagykárolyt (Nagy-Károly) is, amelyről a Károlyi család a nevét kapta.

## Története
A Szatmár megyében letelepedett nemzetség az idők folyamán több családra oszlott: Bagossy, Csomaközy, Vetéssy, Vaday és Károlyi családokra.
A terjedelmes Kaplon nemzetség Károlyi ágának első oklevelekből ismert őse János, ennek fia Simon (Simon comes), ennek fiai Péter és Eudus voltak.
Az 1342-ben született Urdung András fiai, Simon, Miklós, Mihály és II. Eudus vagy Marhard.
II. Eudus fiai Mihály, Miklós, László és András, akik közül a két utóbbi már a Károlyi családnévvel szerepel, és akik 1387-ben Zsigmond királytól pallosjogot és a megyei hatóságtól való függetlenséget nyertek.
A harmadik testvérnek, Mihálynak Becsky Annától két fia született: Lancz László és Bertalan, akik már szintén a Károlyi családnevet viselték. Lancz László fia szintén László, akinek fiai közül csak Zsigmondnak volt fia, akit szintén Lászlónak hívtak. Ennek a Lászlónak Zyny Klárától való gyermekei közül az egyik leány Kata, Bethlen István erdélyi fejedelem neje lett, másik leánya Zsuzsanna pedig Bethlen Gábor fejedelem első neje volt (meghalt 1622. május 11-én).
Mihály másik fiától, Bertalantól (meghalt 1418-ban) származott le a Károlyi család későbbiekben is virágzó ága.
1408-ban az említett László  Olcsvát mint örökségét a vármegyei törvényszék előtt perrel megnyerte.
1416-ban Károlyi Mihály fia Bertalan Zsigmond király kíséretének tagja volt angliai útján, amikor megkötötte a canterburyi szerződést. Ezt egy oklevél említi, amely Bertalan angliai tartózkodását említi, családi birtokait megerősíti és új adományokat ad Zsigmondtól.
1421-ben II. Eudus fia András és ennek fia István tanúvallomást tetettek Lengyel Reszegei János, Pelseuczy Nagy János és olnodi Zudar Jakab ellen, akik a Károlyiak Apáti nevű faluját felgyújtották, és lakóit rabként Kocsord faluba telepítették át, ezzel a Károlyi családnak kétezer aranyforint kárt okozva.
Ez az ág azonban kihalt, II. Eudus testvérének Urdung Simonnak fiai László, Mihály és Jakab voltak, akik közül László mestert már szintén a Károlyi családnéven említették, de unokáival ez az ág is kihalt, és a testvérek közül hamarosan Jakab (1396–1420) ága is kihalt.
A család ma is élő leszármazottja Károlyi László gróf, aki nejével, homoródalmási és dálnoki Kenyeres Elisabeth grófnéval együtt a fóti Károlyi István alapítványt vezeti.

## A legismertebb Károlyiak
A nevek után zárójelben a személyek születési és halálozási éve, valamint házastársa.
- Károlyi Péter, Károlyi Bertalan dédunokája (-1540; Zechy Kata)
- Károlyi Zsuzsanna (1585–1622; Bethlen Gábor)
- Károlyi Mihály báró, főispán (1585–1626; Segnyey Borbála)
- Károlyi Ádám főispán (-1661; Tököly Mária)
- Károlyi László báró, főispán (-1689; 1.Csapy Judit, 2. Sennyey Erzsébet)
- Károlyi Katalin (1588–1635)

Károlyi grófok:
- Károlyi Sándor főispán, tábornok, kuruc hadvezér (1669–1743; gr. Barkóczy Krisztina)
- Károlyi Ferenc főispán (1705–1758; gr. Csáky Krisztina)
- Károlyi Antal tábornok (1732–1791; B. Haruckern Jozéfa)
- Károlyi József főispán (1768–1803; gr. Waldstein Erzse)
- Károlyi István főispán, Újpest alapítója és Istvántelek adományozója (1797–1881; 1. gr. Dillon Georgina, 2. gr. Esterházy Franciska, 3. br. Orczy Mária)
- Károlyi György főispán, reformkori politikus, mecénás (1802–1877; gr. Zichy Karolina)
- Károlyi Ede (1821-; gr. Kornis Klára)
- Károlyi Lajos főispán (1799-; hg. Kaunitz Rittberg Ferdinandina)
- Károlyi László (1824–1852)
- Károlyi Alajos (1825–1889)
- Károlyi Sándor politikus, kórházalapító, akadémikus (1831–1906)
- Károlyi Viktor (1839–1888)
- Károlyi Gábor (1841–1895)
- Károlyi Tibor (1843–1904)
- Károlyi István (1845–1907) politikus, országgyűlési képviselő, az MTA tagja
- Károlyi Gyula miniszterelnök (1871–1947)
- Károlyi Imre (1873–1943)
- Károlyi Mihály miniszterelnök, köztársasági elnök (1875–1955)
- Károlyi József legitimista politikus, országgyűlési képviselő (1884–1934
- Károlyi Józsefné üzletasszony, társadalmi aktivista, színházigazgató (1892–1964)
- Károlyi Viktor huszárfőhadnagy, országgyűlési képviselő (1902–1973)
- Károlyi Gyula (1907–1942) Horthy Miklós kormányzó veje
- Károlyi László (1931), a fóti Károlyi István alapítvány vezetője
- Károlyi György a Károlyi József Alapítvány vezetője (1946–)

## Album

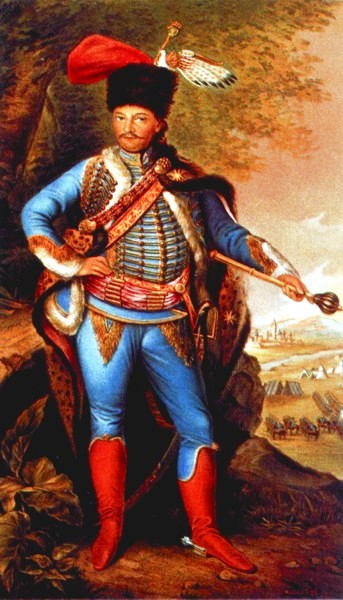
Károlyi Sándor (hadvezér)
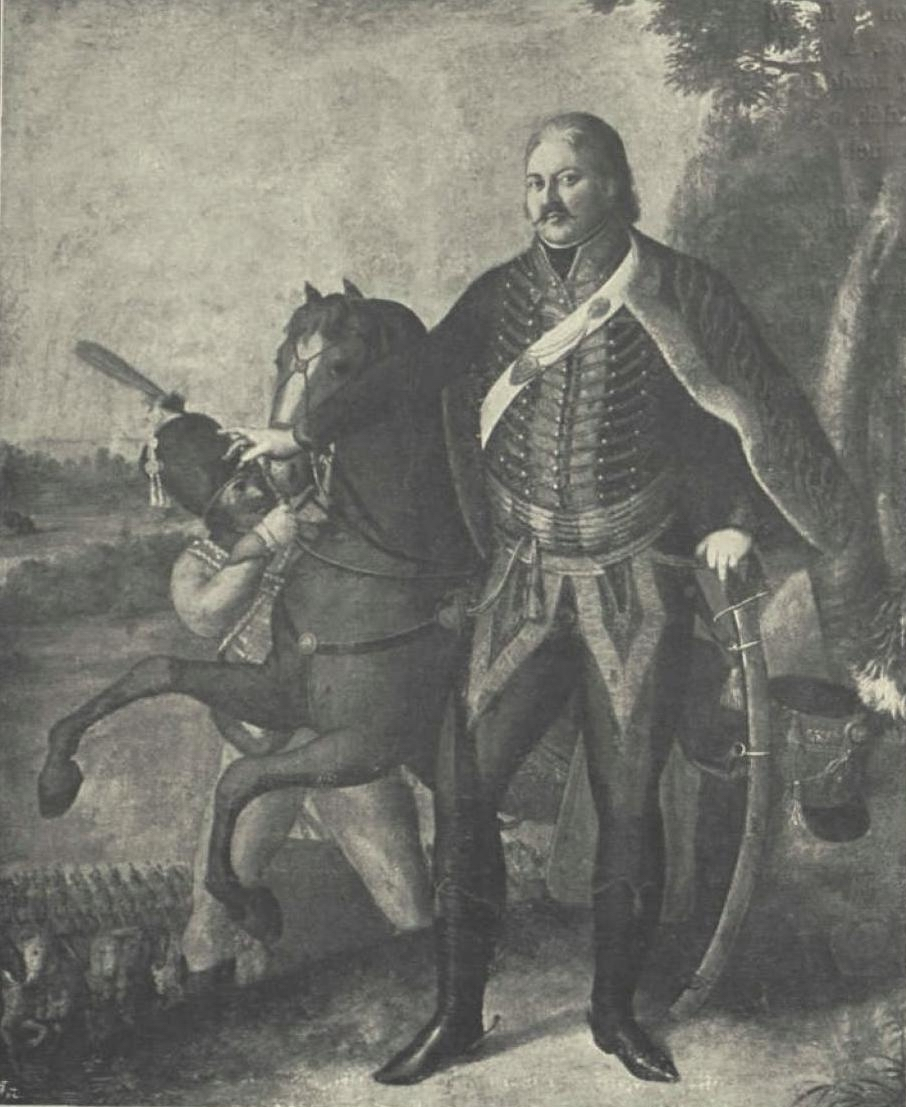
Károlyi József
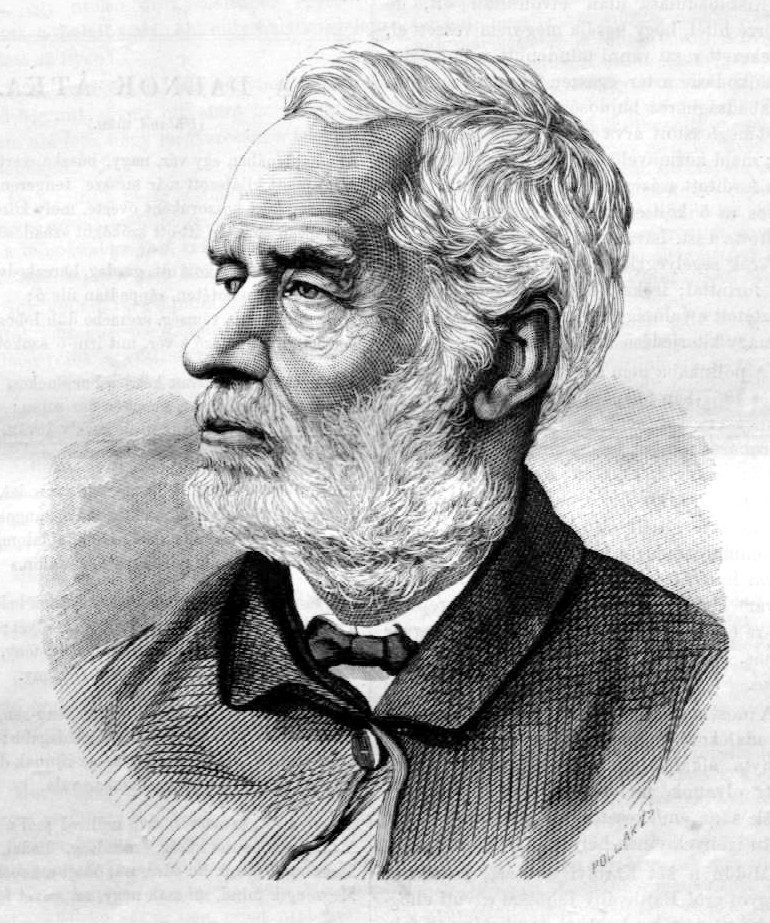
Károlyi István
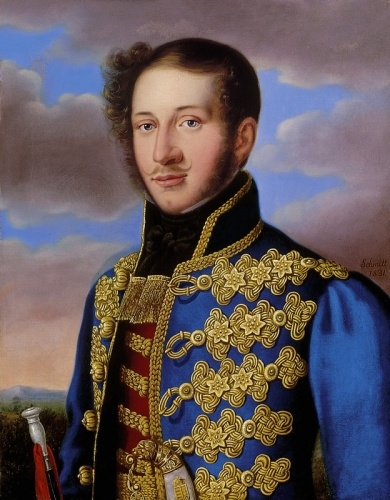
Károlyi György
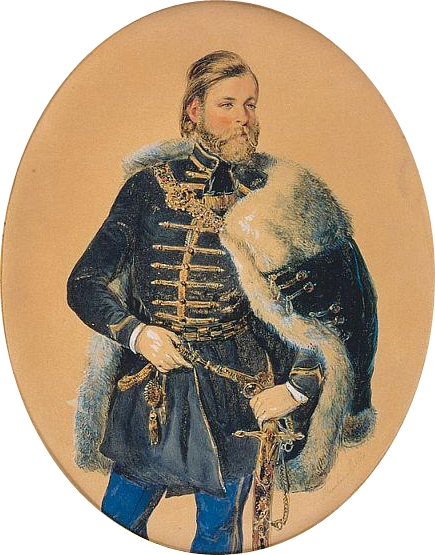
Károlyi Sándor (politikus)
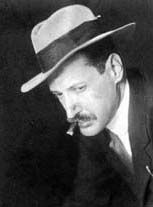
Károlyi Mihály
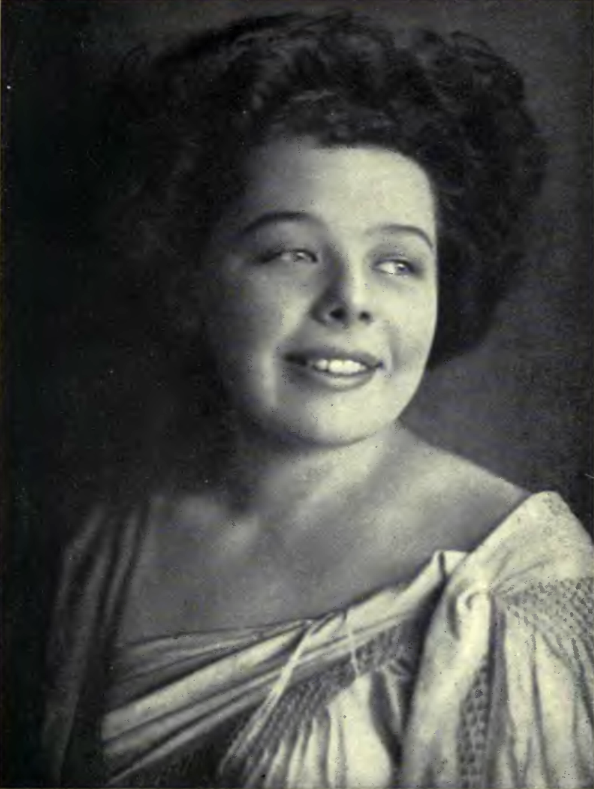
Andrássy Katinka Károlyi Mihályné